# Lettele
Lettele ist ein Dorf in der Gemeinde Deventer in der niederländischen Provinz Overijssel und liegt am sogenannten „Letteler Enk“ in der Region Salland zwischen den Dörfern Okkenbroek und Schalkhaar. Zum Dorfgebiet von Lettele gehören auch die Weiler Linde, Zandbelt und Oude Molen. Im Jahr 2024 hatte das Dorf 1705 Einwohner. Lettele war bis zu einer kommunalen Neugliederung 1999 eines der Dörfer der Gemeinde Diepenveen.

## Geschichte
Die Herkunft des Ortsnamens basiert aus einer Verschmelzung von „Luttel-Loo“, das so viel wie „kleine Lichtung im Wald“ bedeutet. Die dreischiffige Nicolaaskerk wurde vom Architekten Gerard te Riele entworfen und 1894 am Bathmenseweg (damals noch ein Schotterweg) in Lettele erbaut. Der neugotische Turm erinnert stark an die gleichnamige Kirche in Schalkhaar, die ebenfalls von Te Riele entworfen wurde.
Im Vergleich zu anderen Stadtteilen ist Lettele ein relativ modernes Dorf in Bezug auf die Bevölkerungsstruktur im Jahr 2017, da es durch den Neubau von Wohnungen in den vergangenen Jahrzehnten regelmäßig wachsen konnte.

## Söhne und Töchter des Dorfes
- Carlijn Achtereekte (* 1990), Eisschnellläuferin
- Jari Oosterwijk (* 1995), Fußballspieler